# Форбен, Альфред
Альфред Ж. Форбен (фр. Alfred J. Forbin; 1872—1956) — один из первых французских филателистических дилеров в Париже, филателистический эксперт, составитель каталога фискальных марок всего мира, который не превзойдён по сей день.

## Вклад в филателию

### Филателистический дилер
В 1890 году Форбен стал филателистическим дилером, а в 1900 году открыл магазинчик на Рю Друо в Париже. Позднее его магазин размещался по следующим адресам:
- Рю де Милан[фр.], д. 24,
- Рю Сен-Лазар[англ.], д. 80,
- Рю де Берн[фр.], д. 35.

В 1902 году Теодор Шампион, его сотрудник и шафер на его свадьбе, выкупил бизнес у Альфреда Форбена, после чего Форбен стал специализироваться на фискальных марках. В 1905 году Форбен приобрел коллекцию фискальных марок доктора Ж. А. Леграна.
Письма, сохранившиеся в Национальных архивах Австралии, показывают, что Форбен обращался к австралийским властям с просьбой прислать ему фискальные марки в период с 1925 по 1947 год, и вполне вероятно, что он также контактировал с государственными органами других стран.
Переписка, опубликованная в «Ревеню Джорнэл» (англ. The Revenue Journal), показывает, что Форбен всё ещё торговал фискальными марками в августе 1955 года. Скончался он в 1956 году.

### Организованная филателия
С октября 1904 года Форбен был членом Фискального филателистического общества и входил в состав его правления с 1912 года по 1916 год.

## Избранные труды

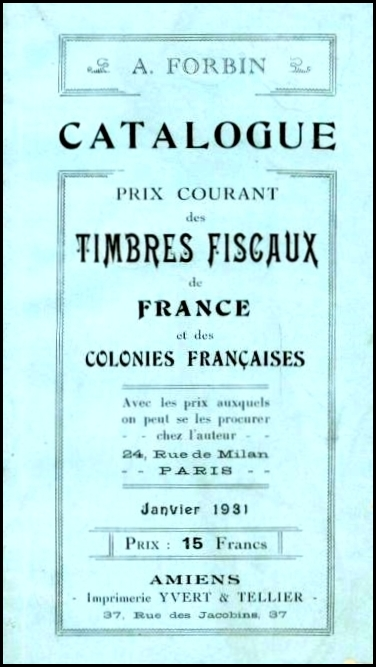

«Каталог фискальных марок» («Catalogue de timbres-fiscaux») Форбена был наиболее полным каталогом фискальных марок всего мира, изданным на тот момент, и до сих пор регулярно упоминается филателистами, коллекционирующими фискальные марки, поскольку со времён третьего издания каталога Форбена в 1915 году не выходило никаких других каталогов фискальных марок мира. Для поддержания каталога в актуальном состоянии Форбен также начал издавать журнал «Ле Бюллетень Фискалист» («Le Bulletin Fiscaliste»).
Каталоги Форбена служили изначальной цели марочных каталогов, поскольку, во-первых, указывали цены на фискальные марки, и, во-вторых, приводили справочную информацию. Все они были на французском языке:
- Timbres rares. — Paris: Forbin, 1895. (фр.) [Прейскурант.]
- Prix-courant de timbres, cartes, enveloppes et bandes postales de A. Forbin. — 1898. (фр.)
- Prix-courant de timbres, cartes, enveloppes et bandes postales de A. Forbin et Co. — Ed. 4. — 1900. (фр.)
- Catalogue prix-courant de timbres-poste / Catalogue general de timbres-poste. — Amiens: Yvert & Tellier, 1902. (фр.)
- Catalogue de timbres-fiscaux. — Amiens: Yvert & Tellier. (фр.) [Три издания: 1905, 1909 and 1915[2][3]. Репринты 3-е издания: 1980 и 1991.]
- Catalogue prix courant de tous les timbre fiscaux emis dans le monde entier. — c. 1910. (фр.)
- Catalogue entente cordiale Colonies Francaises & Anglaises / Prix courant de timbres-poste des Colonies Anglaises et Francaises. — Paris: Forbin, 1912. (фр.)
- Catalogue des timbres fiscaux de France et Colonies. (фр.) [Три издания:  1925, 1931[≡] и 1937.]
- Timbres jusqu’en 1939 // Les timbres fiscaux d’Allemagne. — 1955. — Pt. 1. (фр.)